# Michel van der Aa
Michel van der Aa (Oss, 10 maart 1970) is een Nederlandse componist. In zijn werk speelt het theatrale en visuele aspect van muziek een belangrijke rol. Daarbij maakt hij veelvuldig gebruik van opnamemedia als onderdeel van zijn uitvoeringen. Tot zijn bekendste werken behoren Between (1997), One (2002), Passage (2002) en After life (2006). Van der Aa won diverse prijzen in binnen- en buitenland, waaronder de Gaudeamus Aaward tijdens de Gaudeamus Muziekweek in 1999, de Matthijs Vermeulenprijs (2004) en de Paul Hindemith-Prijs (2006).

## Biografie
Michel van der Aa werd op 10 maart 1970 geboren in Oss in een muzikale familie. Zijn vader is actief als dirigent en organist (afgestudeerd aan het Koninklijk Conservatorium van Den Haag) en zijn moeder is zangeres op amateurniveau. Toch kwam Van der Aa pas echt in aanraking met muziek toen een kinderpsycholoog hem op tienjarige leeftijd aanraadde een instrument te gaan bespelen om over zijn nachtmerries heen te komen. Een oude gitaar van zolder bood uitkomst, en vanaf dat moment vond Van der Aa zijn uitlaatklep in de muziek. Gedurende zijn middelbareschooltijd speelde hij als gitarist in diverse bandjes.
Een toekomst in de muziek werd het streven, en Van der Aa, die zichzelf aanvankelijk niet goed genoeg achtte voor een studie compositie, begon met een opleiding muziekregistratie aan het Koninklijk Conservatorium van Den Haag. Hier leerde hij op analytische wijze met muziek om te gaan en hij deed veel ervaring op in het manipuleren van geluid. Na zijn studie zette Van der Aa met succes een opnamebedrijf op. De droom van het componeren bleef evenwel aan hem knagen en in 1993 ging hij compositie studeren bij Diderik Wagenaar, Gilius van Bergeijk en Louis Andriessen.
Na een succesvolle start van zijn componistencarrière met werken als Between, Faust, Vuur en One ging hij 2002 voor een jaar met sabbatical. Dit jaar benutte hij om in New York een filmopleiding te volgen. Na terugkeer nam hij deel aan de International Dance Course for professional Choreographers and Composers in Engeland, en in 2007 deed hij ervaring op als theaterregisseur in het Lincoln Center Theater Director’s Lab.
Michel van der Aa is, sinds de oprichting in 2014, lid van de Akademie van Kunsten.

## Karakteristieken
In de werken van Van der Aa keert een aantal thema's en motieven terug. Terugkerende thema's zijn onder meer ego versus alter ego, theatraliteit, mens versus machine, tijd en ruimte, polyfonie, het zap-effect en herhaling.

### Ego versus alter ego
In veel werken van Van der Aa, zoals in Passage (2002) en One (2002), wordt de hoofdpersoon neergezet door een solist, ensemble of orkest waarna deze op de proef wordt gesteld door impulsen van buitenaf. Deze 'opponent' ontpopt zich als alter ego die wordt uitgebeeld door bijvoorbeeld een gesampelde versie op tape of door een musicus binnen het ensemble. Deze interactie tussen ego en alter ego is karakteristiek voor het werk van Michel van der Aa.

### Theatraliteit
Uit de meeste werken van Van der Aa spreekt een sterke theatrale verbeeldingskracht. Dit bereikt hij door verschillende identiteiten van het dramatis personae (ego versus alter ego, zoals in One (2002)) en door musici op het toneel wel te laten spelen, maar niet hoorbaar te maken aan het publiek, zoals bij een van de twee slagwerkers bij Wake (1997), of juist door de musici te laten interageren met elektronisch gemanipuleerde klanken op tape, bijvoorbeeld bij Memo (2003). Het gevolg is dat er een theatrale dan wel virtuele ruimte ontstaat die zich niet alleen beperkt tot de concertzaal, maar zich ook uitstrekt tot in het hoofd van de luisteraar.
Verder is er een overeenkomst tussen het componeren van Van der Aa en het theater. Van der Aa beschouwt klank als iets plastisch: iets dat voortdurend andere vormen aan kan nemen. Dit komt overeen met dat wat theatermakers boeit in de menselijke geest en hun lichamelijk vertoon. Binnen zijn muziek is Van der Aa dan ook een dramaticus en hebben zijn klanken een sterk beeldende kracht.

### Mens versus machine
In een groot deel van Van der Aa’s oeuvre wordt live-uitvoering gecombineerd met elektronische klanken op tape en wel door de techniek lijnrecht tegenover de mogelijkheden van de mens te plaatsen. Gevolg is dat de musici moeten reageren op zeer strenge cues waardoor een spanningsveld ontstaat.

### Tijd en ruimte, polyfonie
Van der Aa heeft een fascinatie ontwikkeld voor tijd en ruimte en daarmee samenhangend het verstoren van de perceptie van de luisteraar. Dit laatste doet hij door montageprocedés en harde cuts, maar ook door een beeld van polyfonie te creëren. Michel van der Aa verknipt de akoestiek en manipuleert het geluid. Een voorbeeld is te vinden in het werk Between (2007): je hoort muziek klinken, die wordt stilgezet en dan opeens hoor je dat er al die tijd ook nog een andere muziek klonk. Via een gat in de ene laag wordt een andere laag zichtbaar gemaakt.
Dit creëren van een beeld van polyfonie gebruikt Van der Aa ook om een spanning of climax vast te houden.
Deze spanning wordt bereikt door een moment op te rekken en vervolgens de tijd te bevriezen. Van der Aa laat een akkoord uit klinken en knipt vervolgens de zogeheten galmstaarten van de akkoorden in verschillende etappes open. Dit resulteert in een vacuümmoment waarin de muzikale ontwikkeling tot stilstand komt en tegelijkertijd de spanning wordt vastgehouden. Dit gebeurt veel in Just Before (2000).

### Zappen
Een kenmerk van het oeuvre van Van der Aa, en mogelijk een gevolg van zijn ervaring in de geluidstechniek, is geluidsmontage. Deze komt tot uiting in abrupte overgangen en cuts; door echo’s of juist door stiltes, die het proces op een buitenmuzikale manier stilzetten.
De klik als geluid is een terugkerend thema in de werken van Van der Aa. Deze kliks, vaak in de vorm van brekende takken of klikken bij vooruit- of terugspoelen, spelen een sleutelrol in het ontstaan van het zap-effect.
Over het gebruik van brekende takken zegt Van der Aa zelf het volgende:
Het geluid van brekende takken is misschien wel het mooiste wat ik ken. Het heeft niet alleen attack, maar er gebeurt iets voor en iets na. Een heel vol geluid. Bovendien is ook visueel het doorbreken van een tak uiterst organisch en dramatisch.— Michel van der Aa

## Werken
- Dormant, voor klarinet, cello en gitaar (1993)
- Stilte, voor tape (1994)
- Auburn, voor gitaar en tape (1994)
- Now [in fragments], voor sopraan, klarinet, cello en tape (1995)
- Oog, voor cello en tape (1995)
- Staring at the space, voor kamerorkest (1996)
- Span, voor groot ensemble (1996)
- Quadrivial, voor fluit, viool, cello en piano (1997)
- Solo for percussion (1997)
- Double, voor viool en piano (1997)
- Between, voor percussiekwartet en tape (1997)
- Wake, voor percussie (1997)
- Masker, voor klarinet, klavecimbel en tape (1997)
- Faust, voor groot ensemble en soundtrack (1998)
- Above, voor groot ensemble en soundtrack (1999)
- Attach, voor groot ensemble en soundtrack (1999)
- Writing to Vermeer, voor tape, als intermezzo van de opera van Louis Andriessen (1999)
- Caprice, voor viool (1999)
- Just before, voor piano en tape (2000)
- See-trough, voor orkest (2000)
- The new math(s), soundtrack voor film (2000)
- Here [to be found], voor sopraan en orkest (2001)
- Here [in circles], voor sopraan en orkest (2002)
- Passage (film), voor piano en tape (2002)
- One, kameropera voor sopraan, tape en video (2002)
- Memo, voor viool en tape (2003)
- Solitaire, voor viool en tape (2003)
- Here [enclosed], voor orkest (2003)
- Second self, voor orkest en tape (2004)
- Imprint, voor barokorkest (2005)
- Mask, voor groot ensemble en tape (2006)
- After life, opera voor 8 solisten, orkest, tape en video (2006, herzien in 2009)
- Spaces of blank, liederencyclus voor mezzo-sopraan, orkest en tape (2007)
- The book of disquiet, muziektheater voor acteur, ensemble en video (2008)
- Transit, voor piano en video (2009)
- Rekindle, voor fluit en soundtrack (2009)
- Up-close, voor cello, strijkensemble en video (2010)
- Met mijn oor op de grond, eenminuutopera in De Wereld Draait Door (13 oktober 2010)
- Van het vergeten, eenminuutopera in De Wereld Draait Door (19 november 2010)
- Sunken Garden, opera (2011-12)
- And how are we today?, voor mezzosopraan, piano en contrabas (2012)
- Miles away, voor mezzosopraan, viool, piano en contrabas (2012)
- Hysteresis, voor (solo-)klarinet, ensemble en geluidsband (2013)
- Vioolconcert (2014)
- Blank Out, opera voor kamerensemble en solisten (2016)
- The Book of Water, muziektheaterproductie naar de novelle De mens treedt op in het Holoceen van Max Frisch (2022)[8][9]

## Prijzen
- Gaudeamusprijs (1999) voor Between
- Aanmoedigingsprijs Amsterdamse Fonds voor de Kunst (2000) voor Attach
- Matthijs Vermeulenprijs (2004) voor One
- Ernst von Siemens Muziekprijs (2005)
- Charlotte Köhler-Prijs (2005)
- Paul Hindemith-Prijs (2006)
- Johannes Vermeerprijs (2015)